# Road to Revolution: Live at Milton Keynes
Road to Revolution: Live at Milton – drugi album koncertowy amerykańskiego zespołu muzycznego Linkin Park, wydany 24 listopada 2008 roku nakładem Warner Bros. Records w postaci dwupłytowej, na CD i DVD. Został nagrany podczas corocznej trasy koncertowej zespołu Projekt Revolution na National Bowl w angielskim mieście Milton Keynes 29 czerwca 2008 roku. Na koncercie zaprezentowano materiał pochodzący ze wszystkich trzech ówcześnie wydanych albumów studyjnych Linkin Park oraz utwory z innego rodzaju albumów zespołu: minialbumu Collision Course nagranego z Jayem-Z i z remiksowego albumu Reanimation, a także z albumu The Rising Tied, wydanego przez zespół Fort Minor, poboczny projekt muzyczny współzałożyciela LP, Mike’a Shinody.

## Lista utworów
Opracowano na podstawie materiału źródłowego.
CD
| Nr  | Tytuł utworu                             | Długość |
| --- | ---------------------------------------- | ------- |
| 1.  | „One Step Closer”                        | 4:07    |
| 2.  | „From the Inside”                        | 3:25    |
| 3.  | „No More Sorrow”                         | 5:06    |
| 4.  | „Given Up”                               | 3:16    |
| 5.  | „Lying from You”                         | 3:19    |
| 6.  | „Hands Held High” (wykonanie a cappella) | 1:27    |
| 7.  | „Leave Out All the Rest”                 | 3:24    |
| 8.  | „Numb”                                   | 3:49    |
| 9.  | „The Little Things Give You Away”        | 7:20    |
| 10. | „Breaking the Habit”                     | 4:25    |
| 11. | „Shadow of the Day”                      | 4:17    |
| 12. | „Crawling”                               | 4:58    |
| 13. | „In the End”                             | 3:50    |
| 14. | „Pushing Me Away (Piano Version)”        | 3:19    |
| 15. | „What I’ve Done”                         | 5:02    |
| 16. | „Numb/Encore” (feat. Jay-Z)              | 3:02    |
| 17. | „Jigga What/Faint” (feat. Jay-Z)         | 5:11    |
| 18. | „Bleed It Out”                           | 8:15    |
|     |                                          | 1:17:32 |

DVD
| Nr  | Tytuł utworu                             | Długość |
| --- | ---------------------------------------- | ------- |
| 1.  | „One Step Closer”                        | 4:13    |
| 2.  | „From the Inside”                        | 3:43    |
| 3.  | „No More Sorrow”                         | 5:45    |
| 4.  | „Wake 2.0”                               | 1:33    |
| 5.  | „Given Up”                               | 3:16    |
| 6.  | „Lying from You”                         | 3:18    |
| 7.  | „Hands Held High” (wykonanie a cappella) | 1:26    |
| 8.  | „Leave Out All the Rest”                 | 3:23    |
| 9.  | „Numb”                                   | 3:46    |
| 10. | „The Little Things Give You Away”        | 7:21    |
| 11. | „Breaking the Habit”                     | 4:31    |
| 12. | „Shadow of the Day”                      | 4:16    |
| 13. | „Crawling”                               | 4:57    |
| 14. | „In the End”                             | 4:47    |
| 15. | „Pushing Me Away (Piano Version)”        | 4:56    |
| 16. | „What I’ve Done”                         | 5:18    |
| 17. | „Numb/Encore” (feat. Jay-Z)              | 3:01    |
| 18. | „Jigga What/Faint” (feat. Jay-Z)         | 5:10    |
| 19. | „Bleed It Out”                           | 11:28   |
|     |                                          | 1:26:08 |

| Utwory dodatkowe – Hidden Content | Utwory dodatkowe – Hidden Content | Utwory dodatkowe – Hidden Content |
| Nr                                | Tytuł utworu                      | Długość                           |
| --------------------------------- | --------------------------------- | --------------------------------- |
| 1.                                | „Somewhere I Belong”              | 3:41                              |
| 2.                                | „Papercut”                        | 3:51                              |
| 3.                                | „Points of Authority”             | 5:03                              |